# Апраксія
Апраксія  (apraxia; а- + грец. praxis дія) — синдром порушення цілеспрямованих рухів та дій з предметами, що виникають при локальних порушеннях вторинних та третинних полів рухового аналізатора та не супроводжуються елементарними руховими розладами (паралічі, парези, тремор).
Види апраксій:
1. Оптико-просторова апраксія спостерігається при ураженні потиличних часток головного мозку (справа), при цьому страждає просторова організація рухових актів.
2. Кінестетична апраксія — порушення довільних рухів та дій з предметами, що не супроводжуються чіткими елементарними руховими розладами (паралічами та парезами). Виникає при ураженні переважно лівої півкулі. При ураженні правої півкулі можлива кінестетична апраксія тільки у лівій руці. При цьому страждає кінестетична основа рухів. Вони стають недиференційованими, погано керованими (симптом «рука-лопата»). Порушуються письмо (аграфія, дисграфія), можливість правильного відтворення різних положень руки (апраксія пози); утруднена імітація рухів. При посиленні зорового контролю рухи можуть бути скоординовані.
3. Конструктивна апраксія виникає при ураженні правої півкулі та проявляється у порушеннях орієнтування у просторі: не орієнтуються у знайомих маршрутах, плані власної квартири, мають труднощі при малюванні планів, географічної карти, розташуванні стрілок на годинниках без цифр, складнощі під час виконання конструктивних проб — кубики Кооса, перемальовування зі зразка. При використанні проб Хеда плутають праву та ліву руку, половини тіла.
4. Кінетична апраксія виникає при ураженні верхніх відділів премоторної ділянки. Вогнища лівої півкулі зумовлюють появу патологічних симптомів в обох руках, правої півкулі — тільки у лівій руці. Рухова симптоматика складається з різних порушень плавності, автоматизму, послідовності рухових актів. Центральним симптомом є наявність рухових персерверацій — безконтрольних, погано усвідомлюваних циклічних елементів рухів, що являють собою повторення рухового акту, що заважає переходу до наступної ланки програми. При даній локалізації патологічного процесу визначаються порушення письма у вигляді його дезавтоматизації, переходу до роздільного написання літер; втрата індивідуальних особливостей почерку (моторні дисграфії).